# August Anton Wöhler
August Anton Wöhler (Rinteln, 28 de enero de 1771 - Rödelheim, hoy un barrio de Fráncfort del Meno, 19 de julio de 1850) fue un médico veterinario, agrónomo y pedagogo alemán. Fue el padre del químico Friedrich Wöhler (1800–1882).

## Biografía
Fue hijo del jinete jefe del Landgraviato de Hesse, Friedrich Wilhelm Wöhler. Estudió farmacología veterinaria en Marburg. En 1798 fue nombrado en Hanau Stallmeister (caballerizo mayor) por el príncipe heredero y más tarde príncipe elector (Kurfürst) Guillermo II de Hesse. En esta función era el responsable de la crianza de caballos del Kurfürst y de la administración de sus bienes. Además fue investido con una serie de cargos adicionales, entre otros, director del teatro de la corte.
Tras una escandalosa disputa con el príncipe elector, abandonó Hanau y pasó a estar al servicio del duque de Sajonia-Meiningen, mientras que su mujer se hospedó donde su cuñado, el párroco en Eschersheim. Aquí nació el primer hijo, Friedrich Wöhler.
En 1806 Wöhler se radicó en Rödelheim, a las puertas de Fráncfort, de manera independiente. Debido a su ejemplar conducción de los dominios territoriales de la corte que había administrado, numerosos terratenientes influyentes le confiaron sus propiedades para que las administrara.
En 1812 el archiduque Karl Theodor von Dalberg lo convocó a Fráncfort del Meno para nombrarlo allí caballerizo mayor. Cambió su lugar de residencia a la ciudad, pero mantuvo sus tierras en Rödelheim.
En 1816 formó parte de los primeros miembros de la Gesellschaft zur Beförderung nützlicher Künste und deren Hilfswissenschaften (Sociedad para la promoción de las artes útiles y sus ciencias auxiliares), la que más adelante fue conocida como Polytechnische Gesellschaft (Sociedad politécnica). A partir de 1821 condujo sus destinos, primeramente como «secretario proponente» y a partir de 1826 como presidente, cargo que desempeñó hasta su muerte en 1850. Durante su tiempo, la Polytechnische Gesellschaft fundó ocho instituciones hijas, entre ellas, la Frankfurter Sparkasse von 1822, en 1837, la Frankfurter Stiftung für Blinde und Sehbehinderte (Fundación de Fráncfort para los ciegos y discapacitados visuales) y en 1846 die Wöhler-Stiftung zur Ausbildung junger Leute für den Gewerbe- und Handelsstand (Fundación Wöhler para la formación de jóvenes en las profesiones comerciales), precursora de la actual institución denominada Berufsschule. 
El Gymnasium ubicado en el barrio Dornbusch de Fráncfort y que fue fundado en 1870 lleva el nombre de Wöhler. Igualmente, la calle Wöhlerstraße, ubicada al oeste del centro de la ciudad, se denominó así en su honor. Su tumba se encuentra en el cementerio de Rödelheim.